# Барон Бург

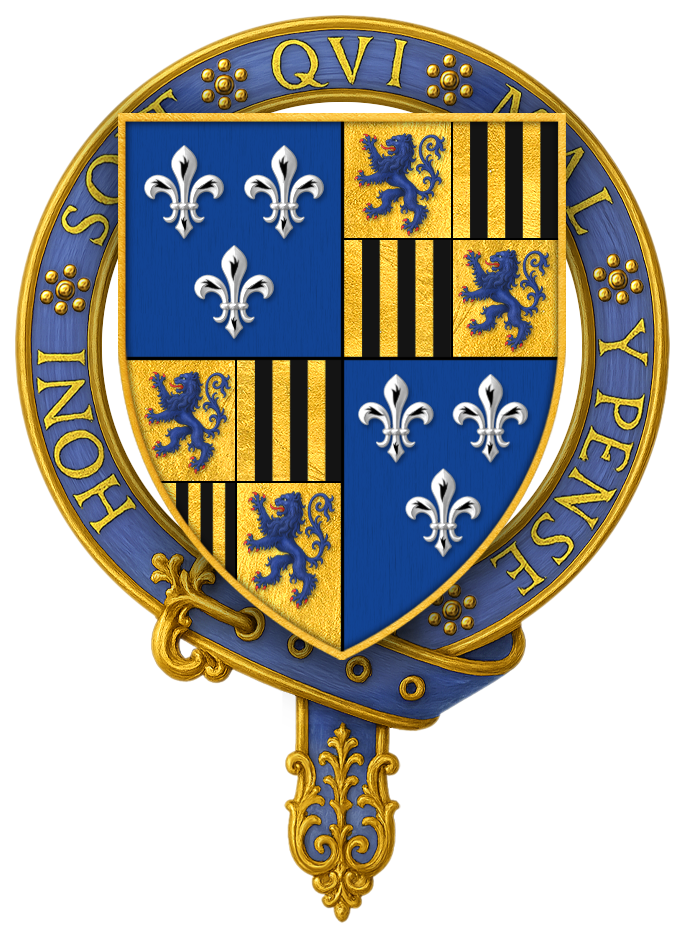
Герб сэра Томаса Бурга, 1-го графа Бурга (ок. 1488—1550)

Барон Бург — наследственный титул, созданный дважды в системе Пэрства Англии (1327 и 1529 годы).

## История
Титул барона Бурга бы создан впервые 10 сентября 1327 года для Уильяма де Бурга (1312—1333). В 1327 или 1328 году Уильям де Бург был вызван королём Эдуардом II в парламент как барон Бург. В 1326 году после смерти своего деда Ричарда де Бурга, 2-го графа Ольстера (1259—1326), Уильям де Бург унаследовал титул 3-го графа Ольстера.
1 сентября 1487 года король Генрих VII Тюдор вызвал в парламент известного йоркиста, сэра Томаса Бурга из Гейнсборо (1431—1496). Нет никаких доказательств того, что он присутствовал в парламенте. Томас де Бург занимал посты констебля Линкольнского замка (1461—1496) и высшего шерифа Линкольншира (1461).
Его сын, сэр Эдвард Бург, 2-й барон Бург (около 1463—1528), никогда не вызывался в Палату лордов, хотя он был избран в Палату общин ещё при жизни своего отца. В 1510 году он был признан сумасшедшим. Его женой была Энн Кобем, баронесса Кобем из Стерборо, дочь Томаса Кобема, 5-го барона Кобема (умер в 1471).
2 декабря 1529 года сэр Томас Бург (около 1488—1550), старший сын и преемник сэра Эдварда Бурга, был вызван в парламент как барон Бург новой креации.
Наиболее известным из лордов Бург был Томас Бург, 3-й барон Бург (около 1558 − 1597), сын 2-го барона Бурга и внук 1-го. В 1597 году он занимал должность заместителя лейтенанта Ирландии. После его смерти в 1597 году остались четыре дочери, которые были замужем, и малолетний сын. В 1602 году после смерти 8-летнего Роберта Бурга, 4-го барона Бурга (около 1594—1602), баронский титул оказался в бездействии. На баронство претендовали четыре сестры покойного барона: Элизабет, Энн, Фрэнсис и Кэтрин.
Старшая дочь 3-го барона Бурга Элизабет вышла замуж за Джорджа Брука (1568—1603), который был лишен титула и казнен в 1603 году по обвинению в заговоре против короля Якова I Стюарта. Джордж Брук был младшим братом и наследником Генри Брука, 11-го барона Кобема (1564—1618), который тоже был лишен титулов и званий в 1603 году. Вторая дочь, Энн, стала женой сэра Дрю Друри. Третья дочь, Фрэнсис, вышла замуж за Фрэнсиса Коппинджера, четвёртая дочь Кэтрин стала женой Томаса Книветта, 5-го барона Бернерса.
5 мая 1916 года баронский титул был возрожден для подполковника Александра Генри Лита (1866—1926), который стал 5-м бароном Бургом. Он был дальним потомком Элизабет Бург, старшей дочери Томаса Бурга, 3-го барона Бурга.

## Бароны Бург (1327)
- 1327—1333: Уильям де Бург, 3-й граф Ольстер, 1-й барон Бург (17 сентября 1312 — 6 июня 1333), сын Джона де Бурга (1286—1313) и Элизабет де Клер, внук 2-го графа Ольстера Ричарда де Бурга[1].

## Де-юре бароны Бург
- 1487—1496: Томас Бург, де-юре 1-й барон Бург (1431 — 18 марта 1496), сын Томаса Бурга и Элизабет Перси[2].
- 1496—1528: Эдуард Бург, де-юре 2-й барон Бург (1464 — 20 августа 1528), старший сын предыдущего[3].

## Бароны Бург (1529)
- 1529—1550: Томас Бург, 1-й (3-й) барон Бург (1488 — 28 февраля 1550), старший сын Эдварда Бурга, 2-го барона Бурга[4].
- 1550—1584: Уильям Бург, 2-й (4-й) барон Бург (1522 — 10 сентября 1584), третий сын предыдущего[5].
- 1584—1597: Томас Бург, 3-й (5-й) барон Бург (1558 — 14 октября 1597), третий сын предыдущего. Де-юре 7-й барон Страболжи и 9-й барон Кобэм из Старборо[6].
- 1597—1602: Роберт Бург, 4-й (6-й) барон Бург (1594 — 26 февраля 1602), единственный сын предыдущего[7].

## Бароны Бург (возрождении креации 1529 года)
- 1916—1926: Подполковник Александр Генри Лит, 5-й барон Бург (27 июля 1866 — 19 августа 1926), сын генерала Роберта Уильяма Диснея Лита (1819—1892)[8].
- 1926—1959: Александр Ли Генри Лит, 6-й барон Бург (16 мая 1906 — 26 мая 1959), старший сын предыдущего от второго брака[9].
- 1959—2001: Александр Питер Уиллоуби Лит, 7-й барон Бург (20 марта 1935 — 14 июля 2001), единственный сын предыдущего от первого брака[10].
- 2001 — настоящее время: Александр Грегори Дисней Лит, 8-й барон Бург (род. 16 марта 1958), старший сын предыдущего от первого брака[11].
  - Наследник титула: достопочтенный Александр Джеймс Стракан Лит (род. 11 октября 1986), старший сын предыдущего[12].